# Жерберуа
Жерберуа́ (фр. Gerberoy) — коммуна, расположенная в округе Бове департамента Уаза, регион О-де-Франс. Входит в список «Самых красивых деревень Франции».

## История
- 57 год до н. э. — римляне построили здесь на холме oppidum (укрепление).
- 885 год — Foulque, первый владелец Жерберуа, вассал графа Бове, построил первый каменный замок, заменив им деревянный.
- 912 год — после подписания договора в Сен-Клер-сюр-Эпте крепость получает стратегическое значение, становясь местом сражений французов и англичан с XI по XVI век.
- 1078—1079 — Вильгельм Завоеватель осадил Жерберуа, где обосновался его сын Роберт Куртгёз с союзниками короля Франции Филиппа I. Хотя первоначально Вильгельм потерпел поражение (по легенде, он был ранен собственным сыном), ему удалось разрушить альянс Филиппа I и Роберта и привлечь короля Франции на свою сторону. В 1079 Вильгельму удалось принудить город к капитуляции, а Роберт, бежавший во Фландрию, согласился принять условия Вильгельма и примирился с отцом.
- Май 1435 года — Жерберуа становится местом одного из сражений Столетней войны. В этом сражении французские войска одерживают победу над англичанами под предводительством Джона Фицалана, 14-го графа Арундела, который был ранен в ногу и попал в плен. Графу ампутировали ногу, однако он умер месяц спустя в Бове. Долина, на которой произошло сражение, была позднее названа в его честь.
- 1793 год — после казни Людовика XVI на волне антироялистских настроений деревню переименовывают в Gerbe la Montagne («Сноп-гора»), выкидывая намёк на короля (т. е. roi) из её названия.

## Известные жители
- Эсташ Дю Корруа (Eustache Du Caurroy) — музыкант и французский композитор. Родился здесь 4 февраля 1549 года, умер 7 августа 1609 в Париже.
- Анри-Эжен Ле Сиданэ; 1862—1939) — французский художник-постимпрессионист, приехавший сюда в 1900 году по совету Огюста Родена.
- Жан Тардьё (1903—1995) — французский поэт, драматург, эссеист. Жил в Жерберуа с начала 1980-х по 1995 год.

## Достопримечательности
- Церковь Святого Петра  XI—XV веков
- Средневековые ворота
- Ферма Видама
- Мельница
- Сад Анри Ле Сиданэ
- Тисовый сад

## Галерея

Белый дом в Жерберуа, Анри Ле Сиданэ, 1934
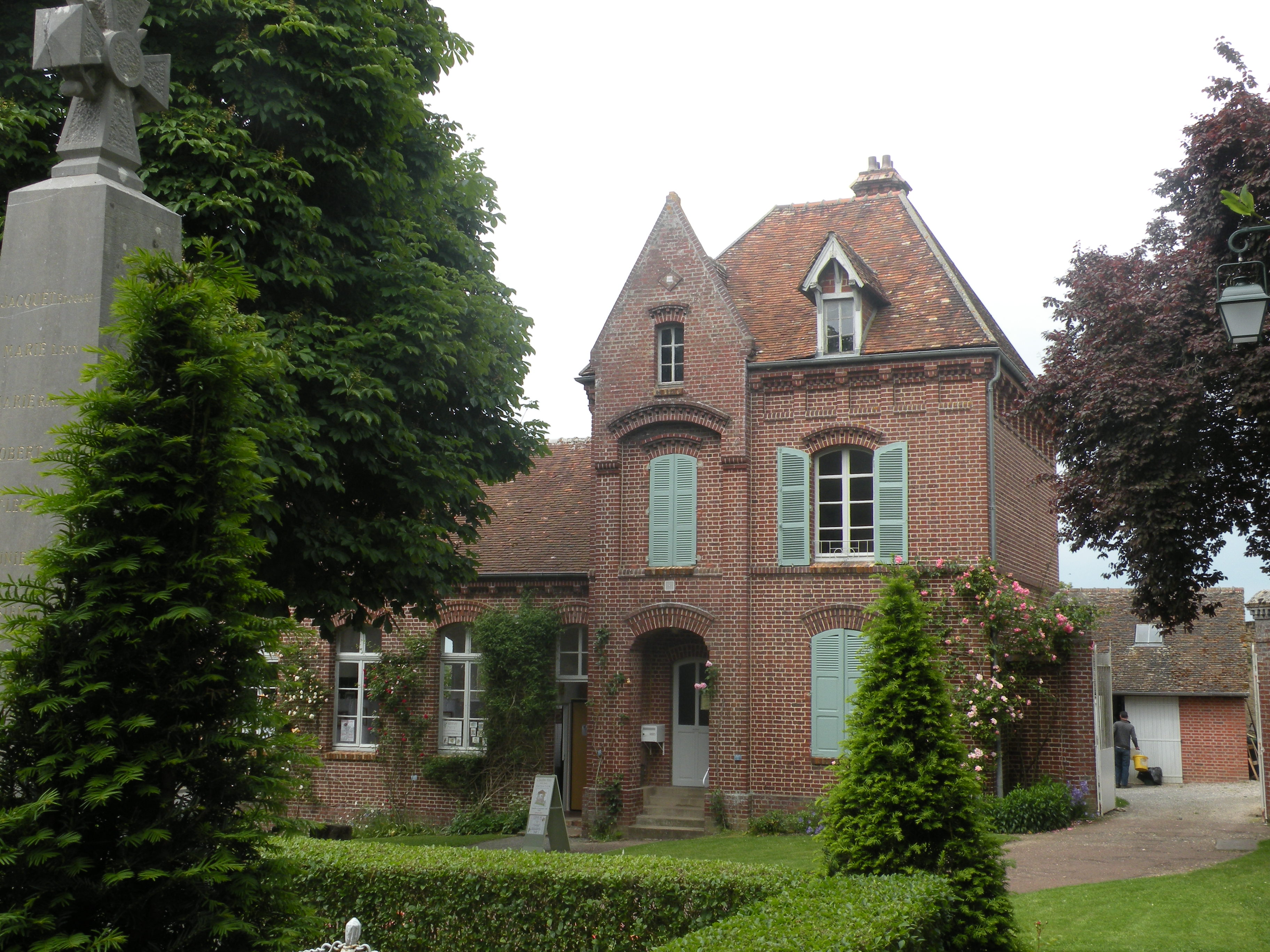
Мэрия
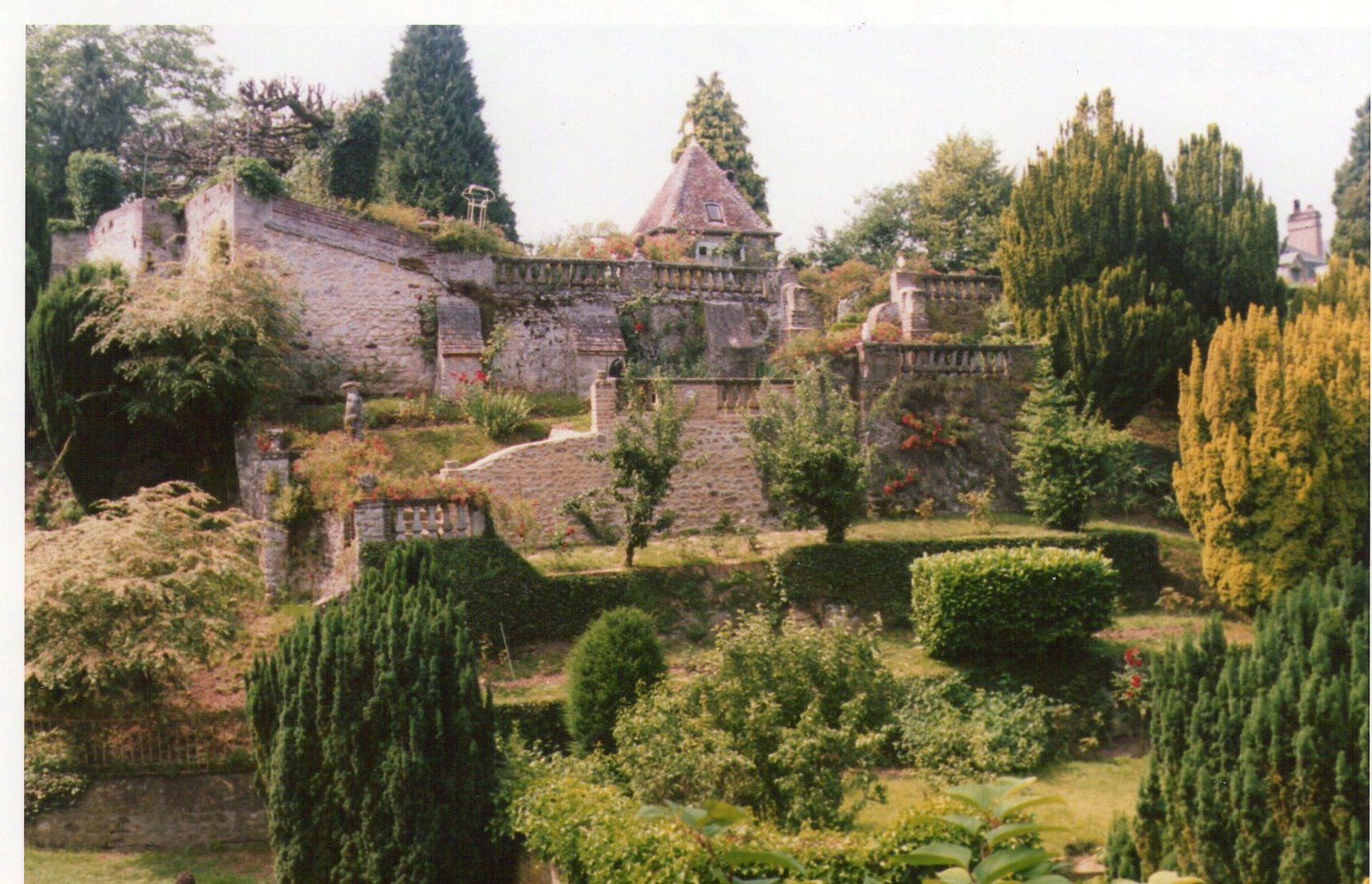
Сад Анри Ле Сиданэ
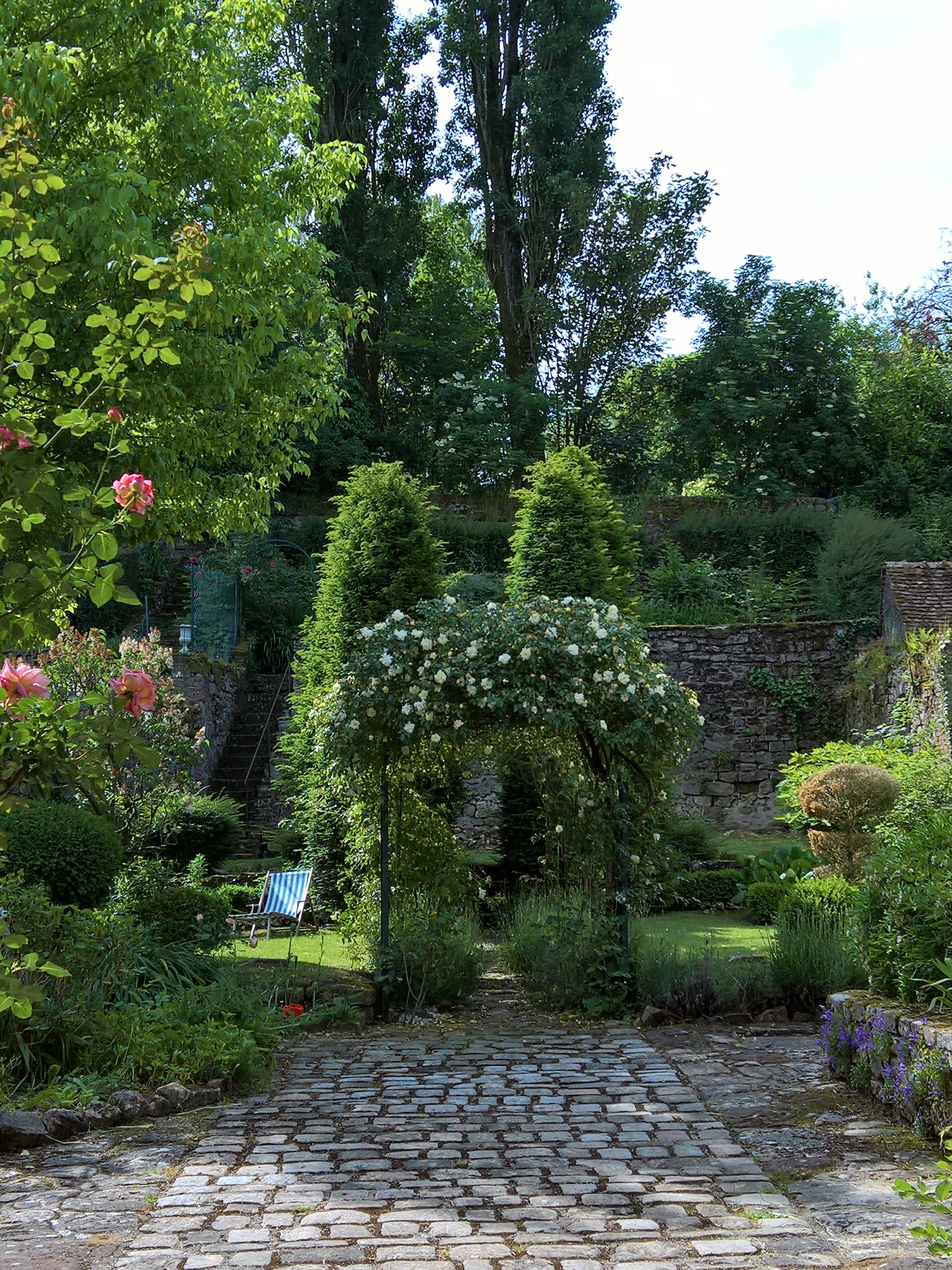
Тисовый сад
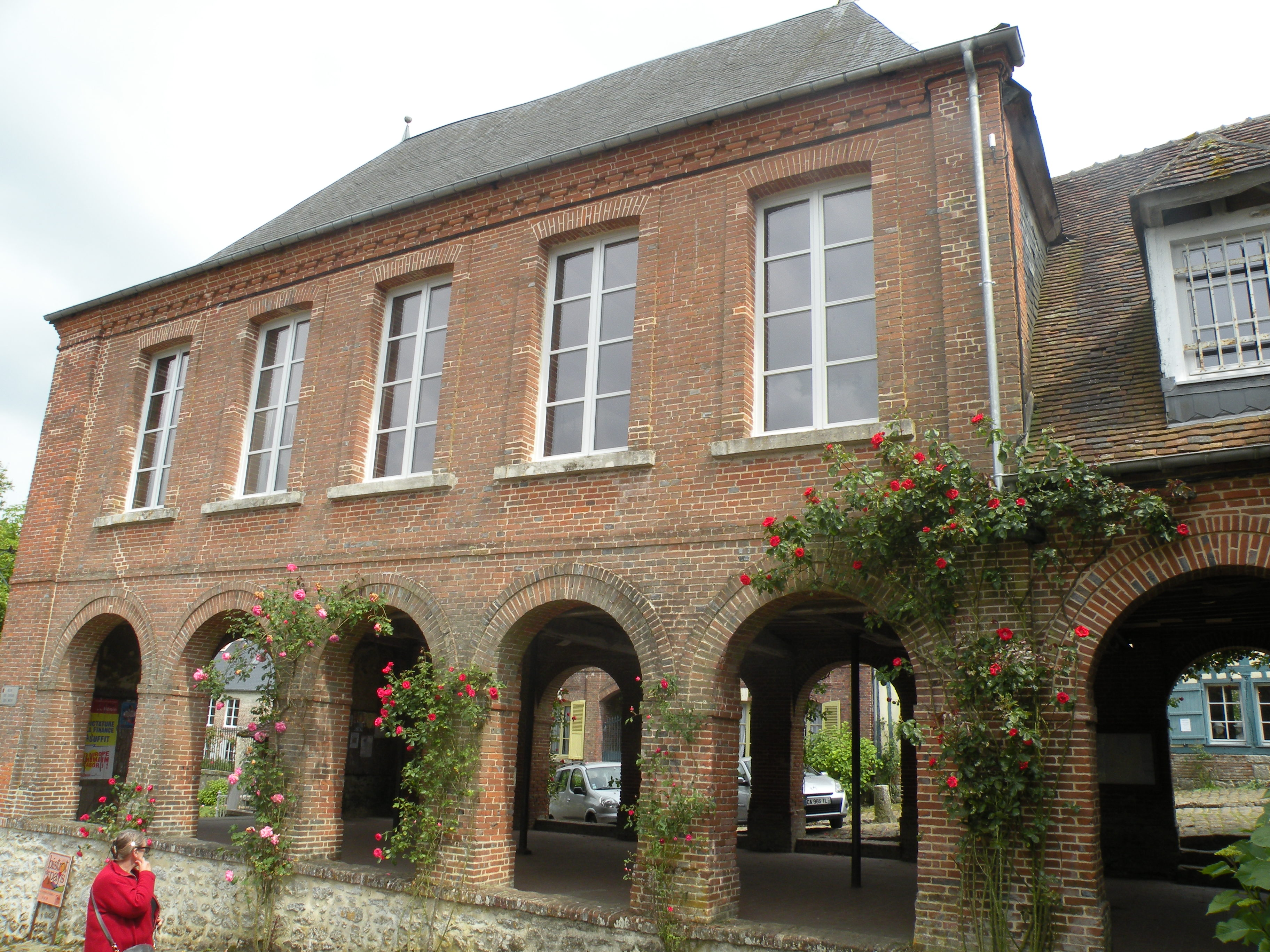
Галлы
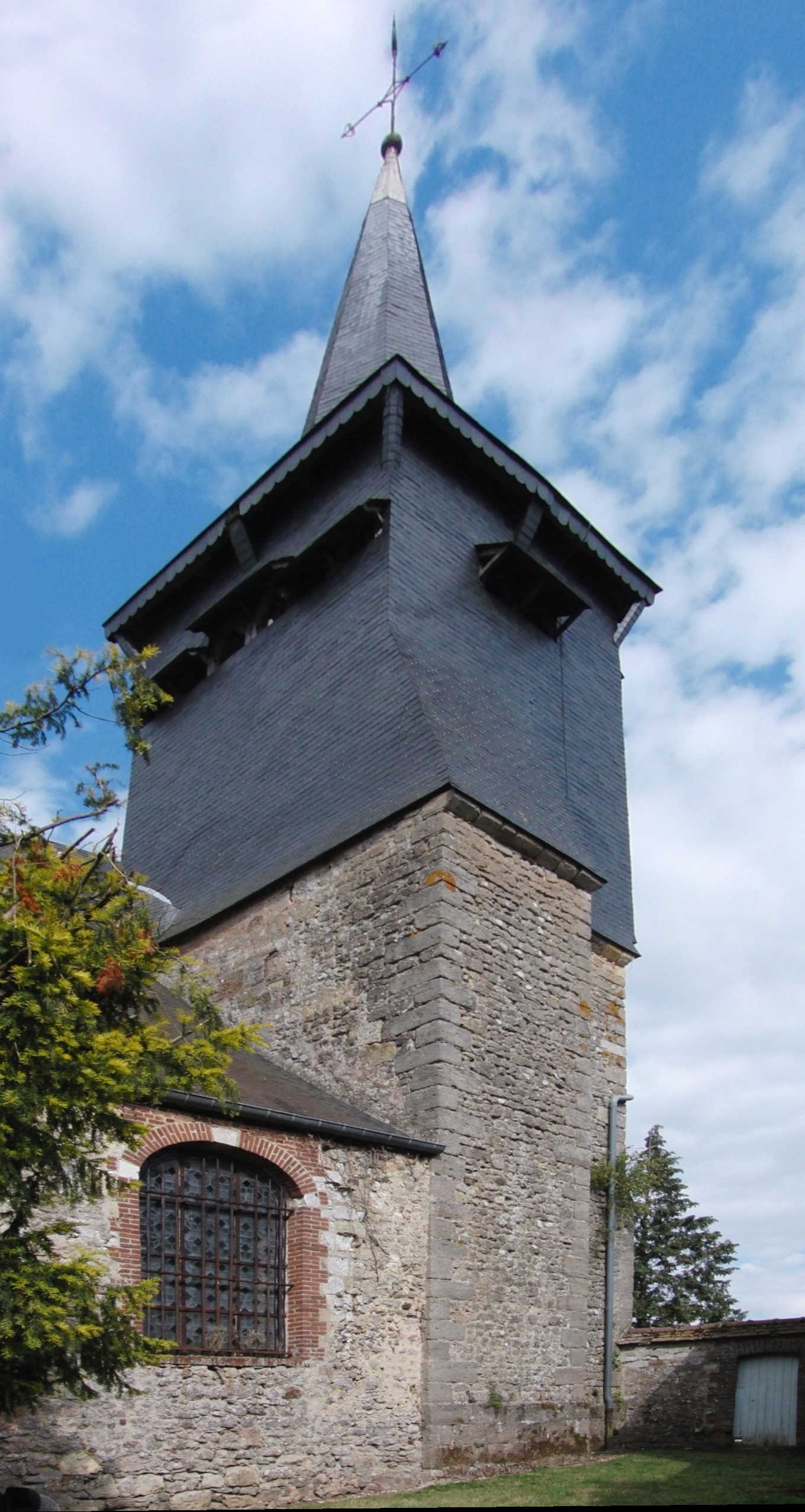
Церковь Святого Петра
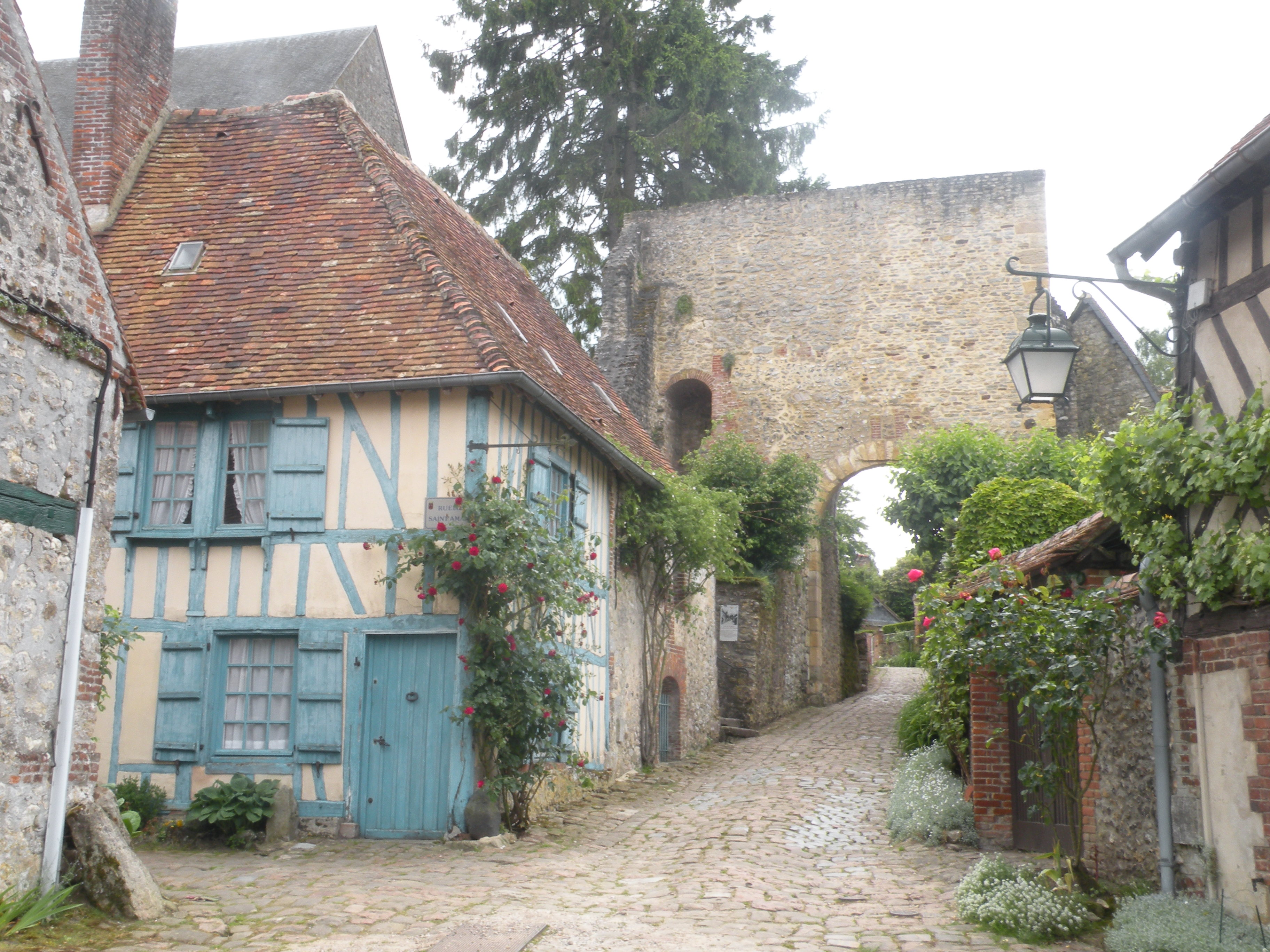
Средневековые ворота
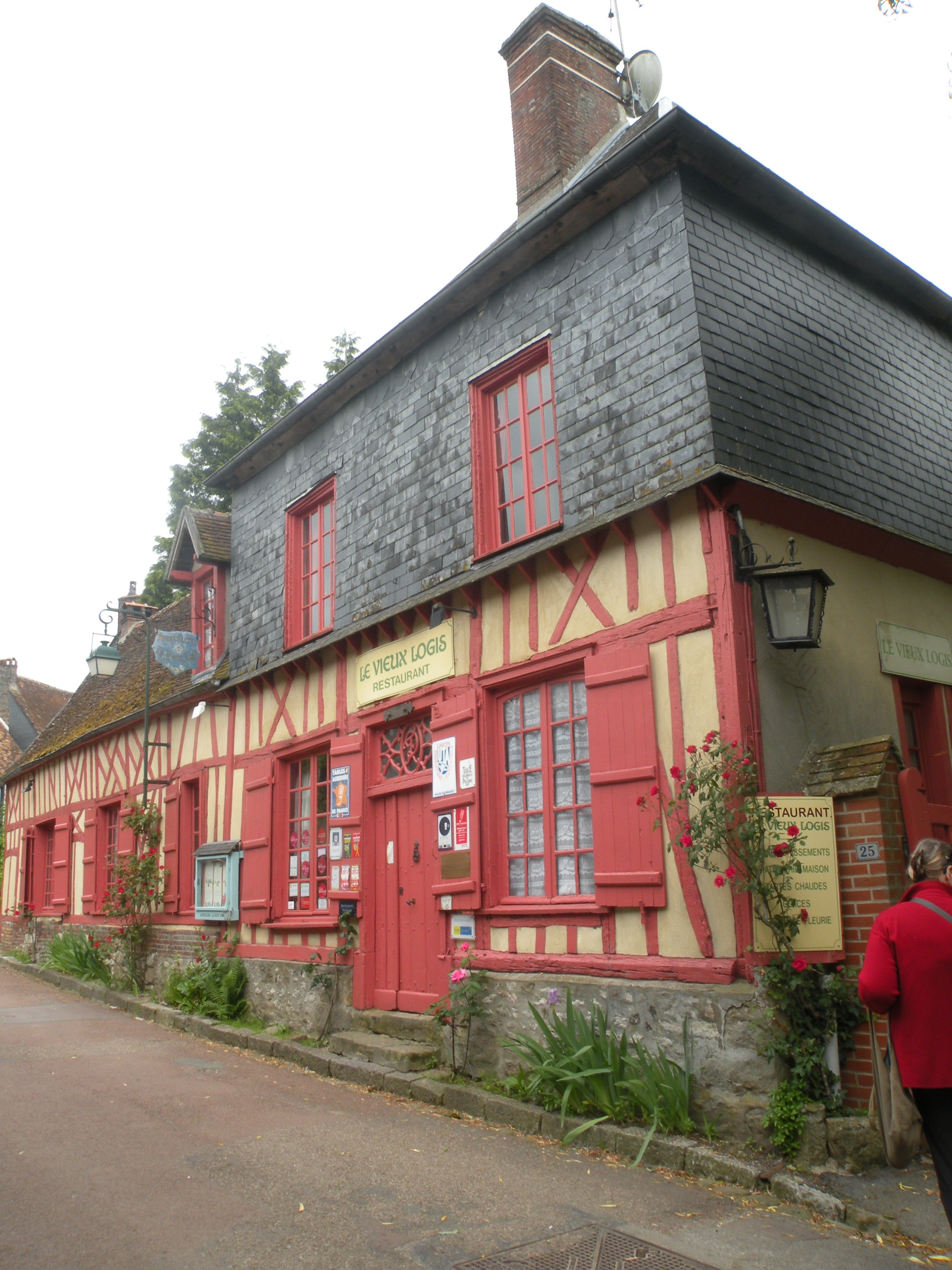
Жилой дом